# 10082 Bronson
10082 Bronson este o planetă minoră (asteroid), cu un diametru de 5,89 km, din centura de asteroizi. A fost descoperită pe 29 iulie 1990 la Observatorul Palomar de Henry E. Holt. 
Obiectul prezintă o orbită caracterizată de o semiaxă mare de 2,3598154 UAi, o excentricitate de 0,24, o înclinație de 5,01558 ° în raport cu ecliptica.